# A Falkland-szigetek címere

A Falkland-szigetek címere

A Falkland-szigetek címere egy kék színű pajzs, amelynek felső részén egy szarvatlan kost ábrázoltak természetes színeiben. A pajzs alsó része kék és fehér színű hullámos sávokból áll, amelyen John Davis háromárbócos vitorlását, a Desire-t ábrázolták. A kos a szigetek fő gazdasági alapját, az állattenyésztést, a vitorlás a szigetek felfedezését jelképezi. A pajzs alatt egy fehér színű szalagon olvasható a mottó: „Desire the Right”, aminek angolul két jelentése is van: „Desire, a megfelelő” illetve „Vágyj a helyesre.”